# Santa Clara (equip ciclista)
L'equip Santa Clara (codi UCI: PSC) va ser un equip ciclista espanyol, d'origen rus que competí professionalment entre 1994 i 1996.

## Principals resultats
- Tour de Gila: Jonathan Vaughters (1995)

### A les grans voltes
- Giro d'Itàlia
  - 0 participacions

- Tour de França
  - 0 participacions

- Volta a Espanya
  - 3 participacions (1994, 1995, 1996)
  - 0 victòries d'etapa:
  - 0 classificació finals:
  - 0 classificacions secundàries:

## Classificacions UCI
Fins al 1998 els equips ciclistes es trobaven classificats dins l'UCI en una única categoria. El 1999 la classificació UCI per equips es dividí entre GSI, GSII i GSIII. D'acord amb aquesta classificació els Grups Esportius I són la primera categoria dels equips ciclistes professionals. La següent classificació estableix la posició de l'equip en finalitzar la temporada.
| Temporada | Classificació per equips | Millor ciclista en la classificació individual |
| --------- | ------------------------ | ---------------------------------------------- |
| 1995      | 35è                      | Manuel Rodríguez Gil (271è)                    |
| 1996      | 49è                      | Serguei Smetanin (372è)                        |